# 永楽電気
永楽電気株式会社（えいらくでんき）は、東京都品川区大崎にある、主に電鉄変電所用機器・情報通信機器・などの設計・製作および製品に付帯する工事の設計・施工を行う会社である。
多くの駅の電子電鈴装置の納入も行っており、日本国有鉄道（国鉄）時代は同社製の放送装置と併せて、日本各地で使われていた。
経営理念は「誠実な製品でお客様に貢献するとともに、会社の発展と社員の幸せを追求する」。

## 沿革
- 1950年（昭和25年）7月22日
  - 株式会社交通電気製作所を発展的に解消し、永楽電気株式会社として、東京都品川区大崎に本社および大崎工場を設立。
  - 関西出張所を開設[1]。
- 1955年（昭和30年）4月1日 - 品川区北品川に品川工場を新設。通信関係機器の製作を担当[1]。
- 1958年（昭和33年）12月1日 - 世田谷区上馬に上馬工場を新設。高周波関係機器および電気測定器の製作を担当[1]。
- 1959年（昭和34年）4月10日 - 新潟出張所を開設[1]。
- 1961年（昭和36年）11月16日 - 品川工場を品川区北品川から同区南品川に移転[1]。
- 1962年（昭和37年）3月1日 - 門司出張所を開設。
- 1964年（昭和39年）6月1日 - 渋谷区幡ヶ谷に幡ヶ谷工場を新設。拡声装置関係の製造を担当。
- 1968年（昭和43年）5月1日 - 幡ヶ谷工場を上馬工場に吸収合併。
- 1969年（昭和44年）4月1日 - 仙台営業所を開設[1]。
- 1970年（昭和45年）4月1日 - 関西出張所を大阪営業所に名称変更。
- 1977年（昭和52年）1月1日 - 門司出張所を門司営業所に名称変更。
- 1979年（昭和54年）4月1日 - 新潟出張所を新潟営業所に名称変更。
- 1987年（昭和63年）5月12日 - 京浜島事業所を設立し、大崎・品川・上馬の三工場を統合[1]。
- 2013年（平成25年）7月23日 - 現在の場所に本社移転。
- 2014年（平成26年）2月1日 - 大阪営業所を移転。
- 2018年（平成30年）10月1日 - 名古屋出張所を開設。

## 企業組織
本社
〒141-0032
東京都品川区大崎１－１９－２
総務部・経理部
電力営業部
情報通信営業部
事業所
京浜島事業所
〒143-0003
東京都大田区京浜島２－１５－１３
営業所
仙台営業所
〒980-0021
宮城県仙台市青葉区中央4-9-23　NDK仙台ビル4F
新潟営業所
〒950-0901
新潟県新潟市中央区弁天1-1-16　サンテラス石宮3F
大阪営業所
〒532-0005
大阪府大阪市淀川区三国本町２－１－３　ＮＤＫ大阪ビル3F
出張所
名古屋出張所
　〒451-0043
　愛知県名古屋市西区新道２－１２－１０サンモール菊井605号室

## 製品

### 電子電鈴装置
発車メロディ
アマリリス
白岡駅、新白岡駅、久喜駅で使用。かつては赤羽駅でも使用されており、赤羽駅のものはフルコーラスが約56秒あった。
歓喜の歌
現在不使用。アレンジは冒頭部分のみ。蓮田駅で使用されていた。
希望の鐘
現在不使用。大崎駅、雀宮駅、佐原駅、王子駅などで使用されていた。王子駅のものは音が低い。
すみれの花咲く頃
白岡駅、新白岡駅で使用。かつては佐原駅（低音Ver）、蒲須坂駅、片岡駅、野崎駅（数秒長いver）、鶴田駅、矢板駅、西那須野駅（標準Ver）、那須塩原駅（テンポが遅いver）、箱根ケ崎駅でも使用されていた。白岡駅、新白岡駅、箱根ケ崎駅のものは那須塩原駅で使用されていたものよりもテンポが遅く音も低い。
野ばら
現在不使用。蓮田駅、黒磯駅などで使用されていたほか、京王電鉄の一部の駅では下り線の接近メロディとして使用されていた。
花のことば
発車メロディとしては現在不使用。日野駅、北浦和駅で使用されていた。北浦和駅のものは音が高い。
北条鉄道の北条町駅では発車予告メロディとして使用されていたが、2020年9月をもって使用停止となった。北神急行電鉄では谷上駅発車時に車内チャイムとして使われていたことがある。なお、防災無線メロディとしては引き続き使用されているほか、聖光学院中学校・高等学校において、予鈴として使用されている。
乙女の祈り
現在不使用。大崎駅で使用されていた。
浜千鳥
発車メロディとしては現在不使用。かつては南武線の稲城長沼駅～西国立駅間の下り（府中本町駅を除く）や館山駅、土呂駅、久喜駅、野木駅、鶴田駅、蒲須坂駅、片岡駅、矢板駅、野崎駅、西那須野駅、那須塩原駅などでも使用されていた。館山駅（2012年 - 19年に使用されたver）や那須塩原駅のものはテンポがかなり遅かった。南武線のものはテンポがかなり速かった。
 故郷
発車メロディとしては現在不使用。アレンジは冒頭部分のみ。浦和駅で使用されていた。
故郷のいこい
現在不使用。蘇我駅で使用されていた。
牧場の朝
久喜駅で使用。前半部分のアレンジとなっている。かつては赤羽駅、立川駅、北小金駅、黒磯駅（高音Ver）、箱根ケ崎駅（後半部分のアレンジ）などでも使用されていたほか、京王電鉄の一部の駅では箱根ケ崎駅と同じものが上り線の接近メロディとして使用されていた。北小金駅、赤羽駅のものはフルコーラスが約45秒あった。防災無線メロディとしても使用されている。
緑の風
発車メロディとしては現在不使用。雀宮駅、佐原駅、浦和駅、浅草橋駅などで使用されていた。浅草橋駅などの中央・総武緩行線で使用されていたものはテンポが速く音が高い。佐原駅で使用されていたものはテンポが遅い。
ムーン・リバー
現在不使用。北小金駅、与野駅、土呂駅、立川駅などで使用されていたほか、南浦和駅、雀宮駅などでは接近メロディとして使用されていた。北小金駅のものはフルコーラスが約45秒あった。